# Edde
Edde là một thị trấn thuộc hạt Somogy, Hungary. Thị trấn này có diện tích 8,51 km², dân số năm 2010 là 199 người, mật độ 23 người/km².